# ليمور فأري بني
الليمور الفأري البني هو ليمور فأري ليلي يتواجد فقط في مدغشقر.